# Vlag van Molkwerum

Vlag van Molkwerum

De vlag van Molkwerum is de dorpsvlag van het Nederlandse dorp Molkwerum, in de Friese gemeente Súdwest-Fryslân. De vlag werd in de huidige vorm in 1995 geregistreerd.

## Geschiedenis
De vlag van Molkwerum zijn al lang bekend, al was de uitvoering wisselend. De vlag verschijnt kort na 1700 op de eerste vlaggenkaarten voor zeelieden, uitgegeven in Amsterdam. Daar is de vlag blauw met een witte zwaan. Verder komt de vlag voor in een Italiaans manuscript van rond 1650; daar is de vlag zwart met in het midden aan de onderkant van de vlag een kleine zwemmende zwaan op iets wat volgens alle meningen het water zou moeten voorstellen. En dan is er nog een bekend rijmpje: "De zwaan in het zwart, zit Molkwerummers in het hart".

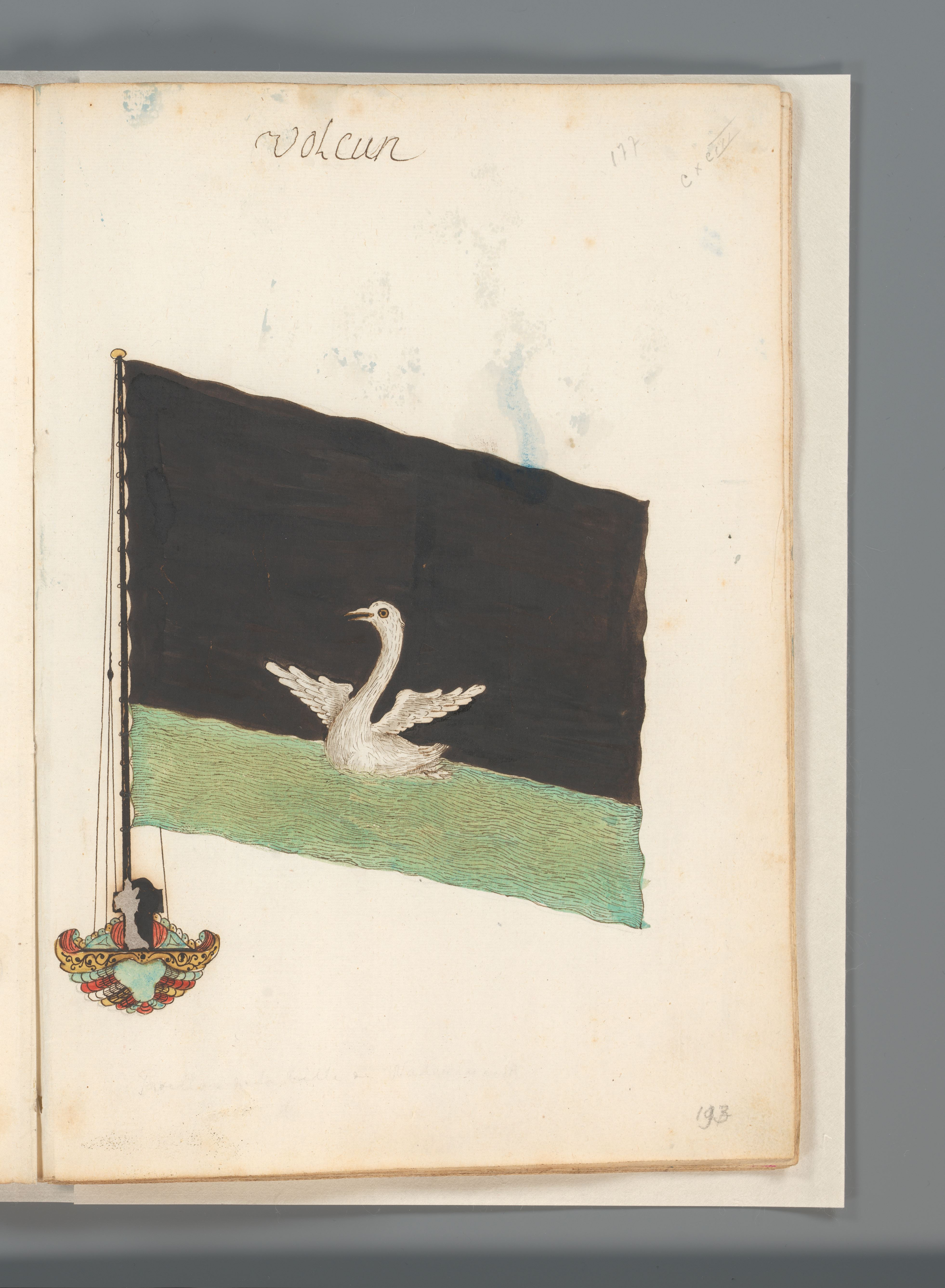
Vlag van Molkwerum in een Frans vlaggenboek uit de periode 1667-1670.
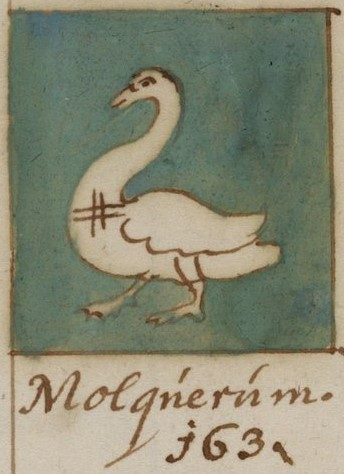
De vlag van Molkwerum in het Wapen- en Vlaggenboek van Gerrit Hesman uit 1708.

## Beschrijving
De beschrijving van de vlag is als volgt:
In zwart een zwemmende witte zwaan met opgeslagen vleugels en gele bek. De zwaan 2/3 vlaghoogte, geplaatst aan de broekzijde.
De kleuren zijn afkomstig van het dorpswapen.

## Zie ook

Wapen van Molkwerum